# Hanna Öberg (biatleet)

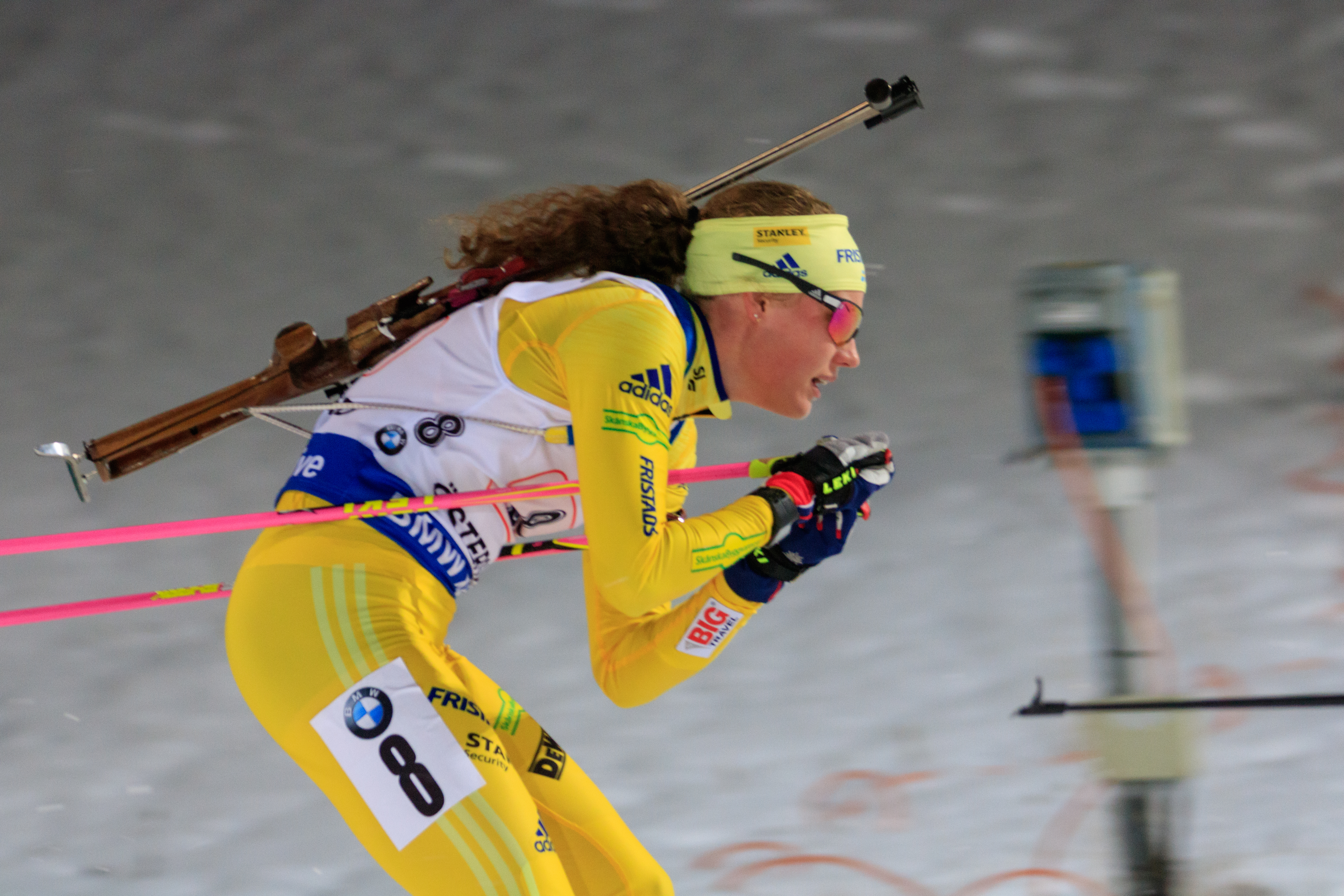
Hanna Öberg in Östersund (2017)

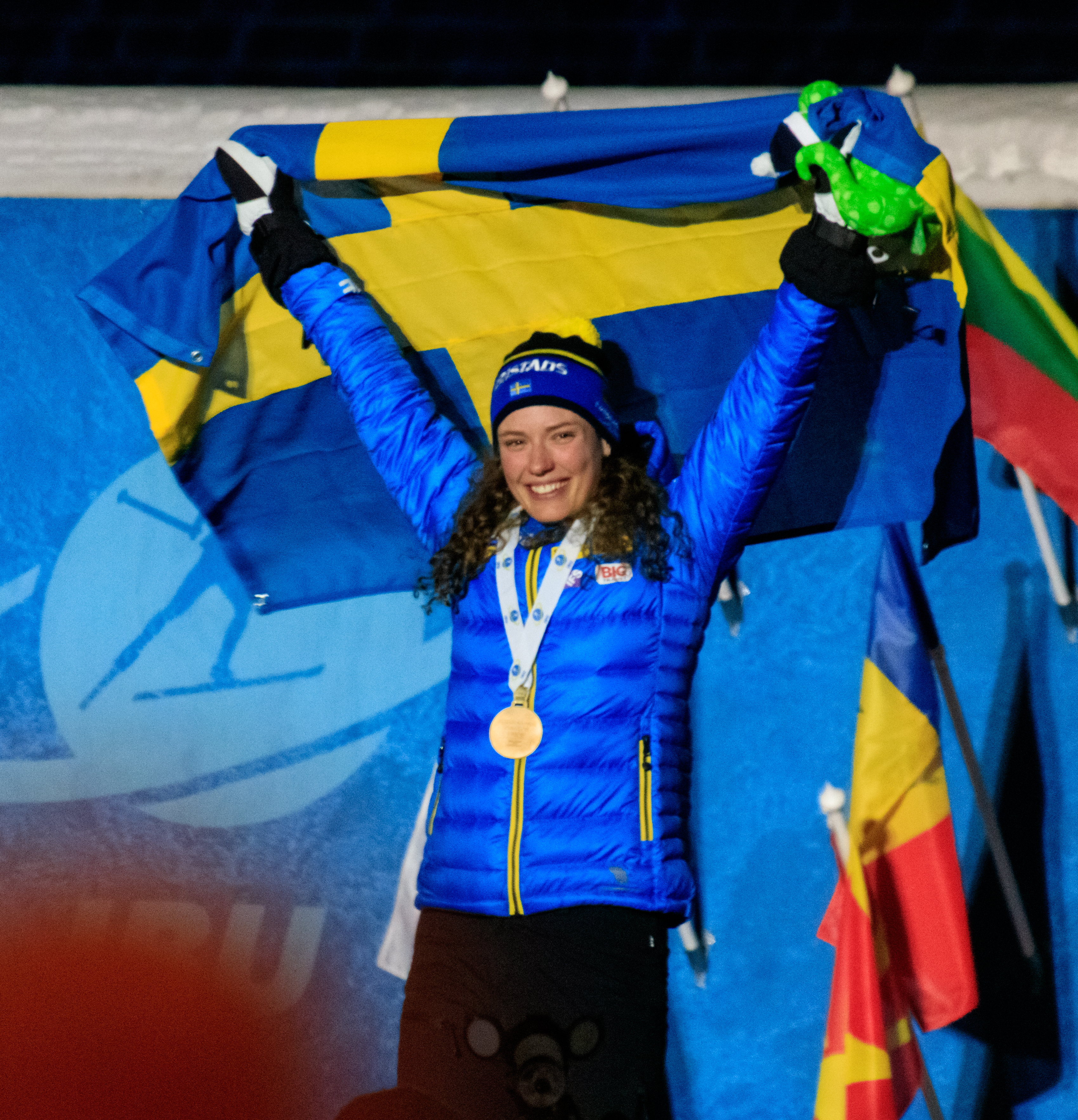
Hanna Öberg met haar gouden medaille van de 15 km individueel in Östersund 2019

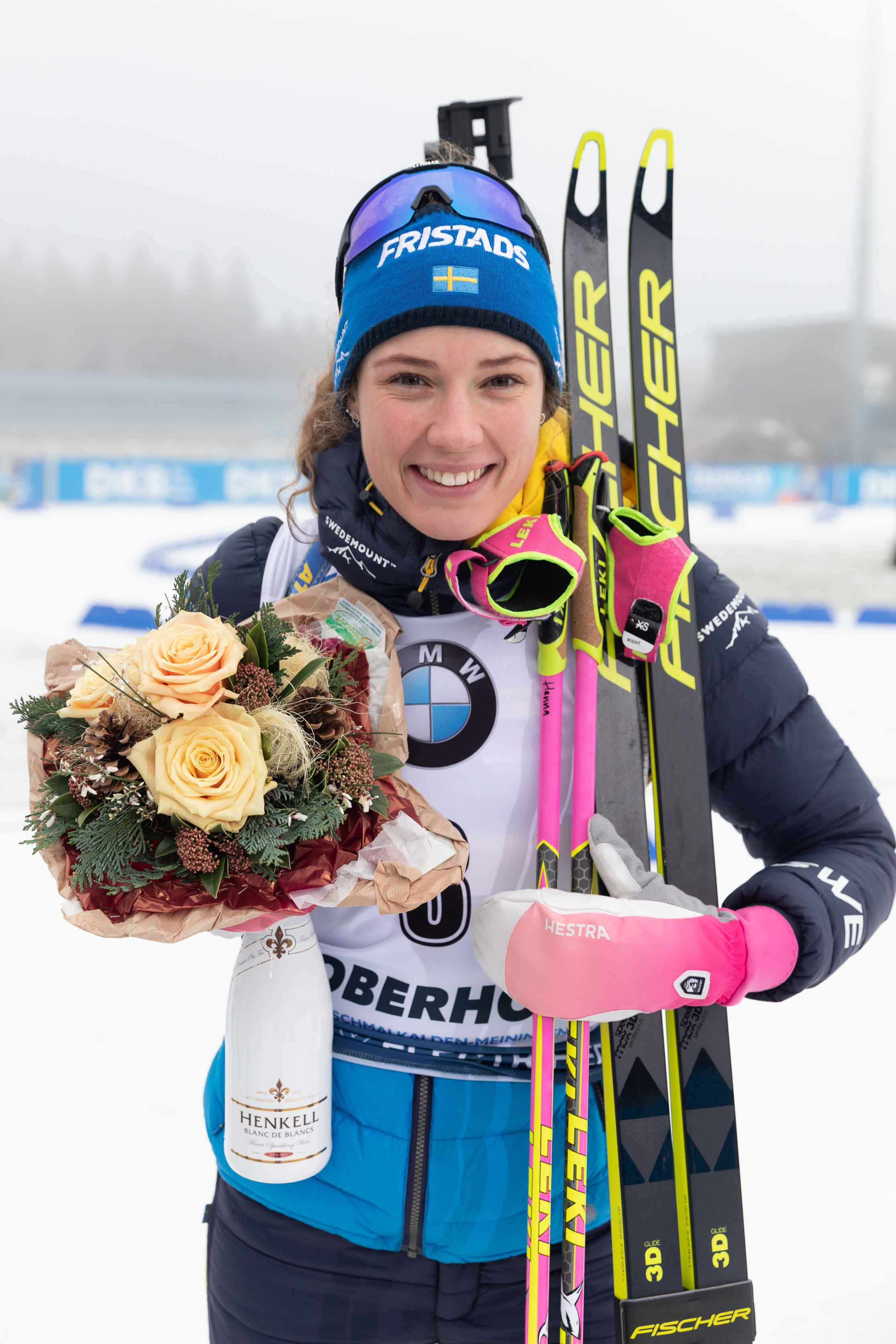
Hanna Öberg in Oberhof (jan. 2020)

Hanna Linnea Öberg (Kiruna, 2 november 1995) is een Zweeds biatlete en Olympisch kampioen. Ze vertegenwoordigde haar vaderland op de Olympische Winterspelen 2018 in Pyeongchang en op de Olympische Winterspelen 2022 in Peking
Hanna Öberg is de oudere zus van Elvira Öberg.

## Biografie
Öberg werd geboren in Kiruna in het uiterste noorden van Zweden. Ze groeide op in Piteå. Na haar middelbare school vertrok ze naar Östersund waar ze een opleiding volgt aan de Mittuniversiteit. 

## Carrière
Öberg deed in 2012 voor het eerst mee aan een junioren-wk in Finland. Met het Zweedse team behaalde ze een zilveren medaille in de estafette. Haar eerste Wereldbekerwedstrijd skide zij in 2016 in haar woonplaats Östersund. In het zelfde jaar deed ze voor het laatst mee aan de junioren-wk, in Roemenië, waar ze twee gouden en een zilveren medaille haalde.
In 2018 werd Öberg geseleceerd voor de Zweedse ploeg voor de Olympische Winterspelen. Daar wist zij een Olympische titel te behalen op 15 kilometer individueel.
In 2019 wist zij op de wereldkampioenschappen biatlon 2019 in eigen land de wereldtitel te pakken op de individuele afstand door foutloos te blijven, mede daardoor won ze ook de disciplinecup in het individuele nummer dat seizoen.
Op de Olympische Winterspelen 2022 in Peking won ze de Olympische titel op de estafette, samen met haar zus Elvira, Linn Persson en Mona Brorsson.
Tijdens de  wereldkampioenschappen biatlon 2023 in Oberhoff won Öberg de wereldtitel op zowel het individuele nummer als op de massa start.

## Resultaten

### Olympische Spelen
| 2018 | Pyeongchang | ↑   | 7e  | 5e  | 5e  | ↑ | 11e |
| 2022 | Beijing     | 16e | 19e | 18e | 25e | ↑ | 4e  |

### Wereldkampioenschappen
| Jaar | Plaats     | Onderdeel   | Onderdeel | Onderdeel     | Onderdeel  | Onderdeel | Onderdeel          | Onderdeel                 | Onderdeel |
| Jaar | Plaats     | Individueel | Sprint    | Achtervolging | Massastart | Estafette | Gemengde estafette | Single gemengde estafette |           |
| ---- | ---------- | ----------- | --------- | ------------- | ---------- | --------- | ------------------ | ------------------------- | --------- |
| 2017 | Hochfilzen | 55e         | 40e       | 49e           | -          | 6e        | 6e                 | -                         |           |
| 2019 | Östersund  | Goud        | 4e        | 5e            | 4e         | Zilver    | 5e                 | Brons                     |           |
| 2020 | Antholz    | 4e          | 18e       | 4e            | Brons      | 5e        | 11e                | 4e                        |           |
| 2021 | Pokljuka   | 2           | 10e       | 13e           | 7e         | 5e        | 3                  | 3                         |           |
| 2023 | Oberhof    | 1           | 2         | 12e           | 1          | 3         | 9e                 | 4e                        |           |

*Tijdens een Olympisch jaar wordt er geen WK georganiseerd.

*De single gemengde estafette (single mixed relay) wordt gelopen sinds 2019.

### Wereldbeker
Eindklasseringen
| Seizoen   | Algemeen | Individueel | Sprint | Achtervolging | Massastart |
| --------- | -------- | ----------- | ------ | ------------- | ---------- |
| 2016/2017 | 47e      | 28e         | 56e    | 44e           | -          |
| 2017/2018 | 38e      | 42e         | 38e    | 49e           | 31e        |
| 2018/2019 | 5e       | 4e          | 8e     | 7e            | Goud       |
| 2019/2020 | 4e       | Goud        | 5e     | 4e            | 3e         |
| 2020/2021 | 4e       | 3           | 3      | 4e            | 7e         |
| 2021/2022 | 4e       | –           | 3      | 3             | 14e        |
| 2022/2023 | 7e       | Brons       | 12e    | 12e           | Brons      |
| 2023/2024 | 12e      | 21e         | 15e    | 10e           | 9e         |

Wereldbekerzeges
| Nr.         | Datum            | Plaats         | Onderdeel                    |
| Individueel | Individueel      | Individueel    | Individueel                  |
| ----------- | ---------------- | -------------- | ---------------------------- |
| 1.          | 12 maart 2019    | Östersund (WK) | 15 km individueel            |
| 2.          | 24 maart 2019    | Oslo           | 12,5 km massastart           |
| 3.          | 26 januari 2020  | Pokljuka       | 12,5 km massastart           |
| 4.          | 29 november 2020 | Kontiolahti    | 10 km sprint                 |
| 5.          | 3 december 2020  | Kontiolahti    | 10 km sprint                 |
| 6.          | 28 november 2021 | Östersund      | 10 km sprint                 |
| 7.          | 30 november 2022 | Kontiolahti    | 15 km individueel            |
| 8.          | 19 maart 2023    | Oslo           | 12,5 km massastart           |
| Estafettes  |                  |                |                              |
| 1.          | 30 november 2019 | Östersund      | Single gemengde estafette1   |
| 2.          | 5 december 2020  | Kontiolahti    | 4 × 6 km estafette2          |
| 3.          | 4 maart 2021     | Nové Město     | 4 × 6 km estafette3          |
| 4.          | 11 december 2021 | Hochfilzen     | 4 × 6 km estafette4          |
| 5.          | 1 december 2022  | Kontiolahti    | 4 × 6 km estafette4          |
| 6.          | 25 november 2023 | Östersund      | Single gemengde estafette1   |
| 7.          | 1 december 2024  | Kontiolahti    | 4 × 6 km estafette5          |
| 8.          | 12 januari 2025  | Oberhof        | 4 × 6 km gemengde estafette6 |

## Trivia
Öberg nam deel aan het tweede seizoen van “Vem kan slå Anja och Foppa” (nl: ‘Wie kan Anja en Foppa verslaan’), een amusementsprogramma op het Zweedse tv-kanaal Kanal 5, waarvan het eerste seizoen op 11 november 2018 begon. In iedere aflevering strijden voormalig alpineskiester Anja Pärson en voormalig ijshockeyer Peter ‘Foppe’ Forsberg tegen een ander duo van bekende sporters. In de vijfde aflevering van het tweede seizoen, die werd uitgezonden op 1 december 2019, nam Öberg het samen met voormalig handballer Magnus Wislander op tegen Pärson en Forsberg.
Öberg vormt een koppel met biatleet Martin Ponsiluoma. Eerder was ze ook samen met biatleet Jesper Nelin.